# Tenis stołowy na Igrzyskach Europejskich 2015
Turnieje tenisa stołowego na Igrzyskach Europejskich 2015 odbywały się w dniach 13–19 czerwca 2015 roku. Zawodnicy obojga płci rywalizowali zespołowo i w singlu w Bakı İdman Zalı.
Zgodnie z systemem kwalifikacji na Letnie Igrzyska Olimpijskie 2016 awans do olimpijskiego turnieju uzyskali triumfatorzy zawodów w grze pojedynczej.

## Podsumowanie

### Klasyfikacja medalowa
| Klasyfikacja medalowa | Klasyfikacja medalowa | Klasyfikacja medalowa | Klasyfikacja medalowa | Klasyfikacja medalowa | Klasyfikacja medalowa |
| Miejsce               | państwo               | Złoto                 | Srebro                | Brąz                  | Razem                 |
| --------------------- | --------------------- | --------------------- | --------------------- | --------------------- | --------------------- |
| 1                     | Niemcy                | 2                     | 0                     | 0                     | 2                     |
| 2                     | Holandia              | 1                     | 2                     | 0                     | 3                     |
| 3                     | Portugalia            | 1                     | 0                     | 0                     | 1                     |
| 4                     | Białoruś              | 0                     | 1                     | 0                     | 1                     |
| =                     | Francja               | 0                     | 1                     | 0                     | 1                     |
| 6                     | Austria               | 0                     | 0                     | 1                     | 1                     |
| =                     | Czechy                | 0                     | 0                     | 1                     | 1                     |
| =                     | Turcja                | 0                     | 0                     | 1                     | 1                     |
| =                     | Ukraina               | 0                     | 0                     | 1                     | 1                     |
| Razem                 | Razem                 | 4                     | 4                     | 4                     | 12                    |

### Medaliści
| Konkurencja                | 1. miejsce                                                  | 2. miejsce                                                  | 3. miejsce                                                   |
| -------------------------- | ----------------------------------------------------------- | ----------------------------------------------------------- | ------------------------------------------------------------ |
| Gra pojedyncza mężczyzn    | Dimitrij Ovtcharov                                          | Władimir Samsonow                                           | Kou Lei                                                      |
| Gra pojedyncza kobiet      | Li Jiao                                                     | Li Jie                                                      | Hu Melek                                                     |
| Turniej drużynowy mężczyzn | Portugalia · Tiago Apolónia · Marcos Freitas · João Geraldo | Francja · Adrien Mattenet · Simon Gauzy · Emmanuel Lebesson | Austria · Daniel Habesohn · Robert Gardos · Stefan Fegerl    |
| Turniej drużynowy kobiet   | Niemcy · Han Ying · Shan Xiaona · Petrissa Solja            | Holandia · Li Jiao · Li Jie · Britt Eerland                 | Czechy · Iveta Vacenovská · Renáta Štrbíková · Hana Matelová |